# 長吻副南麗魚
長吻副南麗魚（学名：Parananochromis longirostris），為輻鰭魚綱鱸形目隆頭魚亞目慈鯛科的其中一種，其种加词“longirostris”意为“长吻的”。分布於非洲加彭北部及喀麥隆西南部淡水流域，體長可達10.3公分，棲息在森林覆蓋的小溪，生活習性不明。